# Michael Heide
Michael Heide (* in Köln) ist ein deutscher Autor, Slam-Poet, Hörspielsprecher und Podcaster.

## Biografie
Michael Heide ist seit 2008 auf deutschsprachigen Slam-Bühnen aktiv und Sieger zahlreicher Slams. Mehrfach nahm er an den deutschsprachigen Slam-Meisterschaften teil, etwa 2008 in Zürich und 2012 in Heidelberg und Mannheim. Bei den nordrhein-westfälischen Meisterschaften, dem NRW-Slam, gelang ihm zweimal die Qualifikation fürs Finale: 2009 in Siegen sowie 2011 in Köln. In seinen Kurzgeschichten kreiert Heide häufig düstere Szenarien mit morbiden Elementen, aber auch schwarz-humoristischen Wendungen. Seine Texte wurden in diversen Anthologien und Zeitschriften veröffentlicht. Heide moderierte und veranstaltete im Sonic Ballroom mit dem Dichterkrieg über fünf Jahre lang den ältesten Poetry Slam Kölns. In derselben Stadt ist er Teil der Lesebühne Ein Abend namens Gudrun (mit Anke Fuchs, Christian Gottschalk, Sami Omar und Cris Revon). In Köln und Berlin moderierte er einige Zeit Anti-Slams oder Experimental-Slams, bei denen mit den üblichen Slam-Regeln gespielt und gebrochen wurde. Dort traten beispielsweise Poeten im Dunkeln auf, mussten kurz vor ihrem Auftritt Texte tauschen oder bemühten sich, beim Anti-Slam, eine möglichst niedrige Punktzahl durch einen auf kreative Art und Weise "schlechten" Auftritt zu erreichen.
Als Sprecher war Heide erstmals 2010 mit zwei Textbeiträgen auf dem Hörbuch zur Poetry Night (erschienen direkt bei Audible) aktiv. 2015 übernahm er die Hauptrolle "Marvin", eine sprechende künstliche Intelligenz, im vom Wuppertaler Hank Zerbolesch verfassten Hörspiel Die Zeitmaschine, welches live aufgeführt und anschließend auf CD bei Periplaneta veröffentlicht wurde. Beim Folgeprojekt Zerboleschs, der live aufgeführten Hörspiel-Parodie Das Rätsel um das verschollene Pep übernahm Heide erneut einige Rollen. Seit 2019 veröffentlicht er mit Dennis Kautz den wöchentlichen Podcast Movigilantes, in dem Comic-Verfilmungen rezensiert werden.
Michael Heide lebt und arbeitet in Köln.

## Veröffentlichungen
- "Wahrheit" in Hannah Hiecke & Lena Konopka (Hrsg.): Auf ein Wort bittesehr #Gelb. Aachen 2011.
- "Wer ich bin" in Hannah Hiecke & Lena Konopka (Hrsg.): Auf ein Wort bittesehr #Orange. Aachen 2012.
- "Kannzemahelfen" in Q1 Jugend-Kulturzentrum (Hrsg.): ReimBerg Slam Meisterschaft 2013. Bergisch Gladbach 2013.
- "David gegen Lucifer" in David Grashoff (Hrsg.): Das Slamperium schlägt zurück. Lektora-Verlag, 2014, ISBN 978-3-95461-017-4.
- "Selbstverliebt" in Karsten Strack (Hrsg.): Schreiben statt Jammern. Lektora-Verlag, 2016, ISBN 978-3-95461-058-7.

## Sprecher bei Hörspielen/-büchern
- "Der schönste Tag" und "Unsichtbar" in Poetry Night - Das Hörbuch. Audible, 2010.
- Hauptrolle "Marvin" in Hank Zerbolesch: Die Zeitmaschine. Periplaneta, 2015, ISBN 978-3-943876-88-8.
- div. Rollen in Das Geheimnis um das verschollene Pep von Hank Zerbolesch, Live-Hörspiel 2016